# Abbos Kosimov
Abbos Kosimov (* im 20. Jahrhundert in Taschkent) ist ein usbekischer Perkussionist und Musikpädagoge. Sein Instrument ist die Doira, eine usbekische Rahmentrommel.

## Leben und Wirken
Kosimov entstammt einer Musikerfamilie; sein Vater spielt Santur, sein Bruder Nay. Er hatte in seiner Kindheit und Jugend Doiraunterricht bei Tochi Nogamo und Tuychi Inogomov und schloss 1988 ein Studium bei dem Doirameister Mamurjon Vahbov an der Hochschule für Kultur und Musik ab. 1994 gründete er eine eigene Doiraschule, 1998 das Ensemble Abbos. Im gleichen Zeitraum unterrichtete er auch am Staatlichen Kulturinstitut in Taschkent. Zum zehnten Jahrestag der Unabhängigkeit Usbekistans 2001 wurde er als Verdienter Künstler des Landes ausgezeichnet.
Anfang der 2000er Jahre nahm er an internationalen Festivals, Konzerten und Workshops in Asien, Australien und Europa teil. Seit 2005 lebt er in den USA, wo er mit Musikern wie Randy Gloss, Austin Wrinkle, Houman Pourmehdi, Andrew Grueschow, Adam Rudolph, Giovanni Hidalgo, Terry Bozzio, Swapan Chaudhuri, Alim Qasımov und Omar Sosa auftrat. Für seine Arbeit an einer Filmbiografie mit der zentralasiatischen Tänzerin Tara Pandeya beim San Francisco Ethnic Dance Festival erhielt er 2007 den Kompositionspreis des Isadora Duncan Dance Award.
2008 veröffentlichte er eine Unterrichts-CD für Doiraspieler, der 2009 ein Lehrbuch folgte. 2009 erhielt er ein Ausbildungsstipendium der Alliance for California Traditional Arts (ACTA), um Tara Pandeya zu unterrichten und gründete mit ihr die Gruppe East West Centerpoint mit dem Ziel, die zentralasiatische Kunst und Kultur und das Verständnis zwischen westlicher und östlicher Kultur zu fördern. 2010 trat er mit dem Kronos Quartet, Dohee Lee, Homayoun Sakhi und dem Alim Qasımov Ensemble in der Carnegie Hall auf. Kosimov lebt in Sacramento und ist Mitglied der Gruppe Sounds and Rhythms of Afghanistan (SARA) und in Zakir Hussains Masters of Percussion.

## Diskographie
- A Time 2 Love, mit Stevie Wonder (2005)
- Hand’Stan, (2006)
- Rainbow, mit dem Kronos Quartet, Alim Qasımov und Fərqanə Qasımova und Homayoun Sakhi, (2010)
- Infinite Rhythm (2012)
- A Thousand Thoughts, mit dem Kronos Quartet (2014)
- Euphonic (2015)